# Jan Stoeckart
Jan Stoeckart (Amsterdam, 3 novembre 1927 – Hilversum, 13 gennaio 2017) è stato un compositore, direttore d'orchestra, trombonista e radio produttore olandese.
Per firmare alcune opere spesso ha usato diversi pseudonimi, tra cui Willy Faust, Peter Milray, Julius Steffaro e Jack Trombey.

## Biografia
È noto In Italia soprattutto per il brano Pancho, utilizzato come sigla della trasmissione 90º minuto fin dagli esordi, nel quale hanno suonato, oltre a lui al trombone, alcuni musicisti che collaborarono con Otis Redding, come Isaac Hayes alla tastiera e al pianoforte, Steve Cropper alla chitarra, Donald Dunn al basso, Al Jackson Jr. alla batteria, Gene Miller e Wayne Jackson alla tromba.

## Discografia parziale
- Eye level (1962)
- Pancho (1966), noto in Italia per essere la sigla storica del programma televisivo 90º minuto
- Roving Eye (1971)
- Van der Valk (1972)
- Payroll (1975)
- Girl in the dark (1975) (settima posizione nella classifica in Olanda)
- Jazzamatic No. 1 & No. 2 (1978)